# Proutia maculatella
Proutia maculatella is een vlinder uit de familie zakjesdragers (Psychidae). De wetenschappelijke naam van deze soort is voor het eerst geldig gepubliceerd in 2014 door Toyohei Saigusa & Sugimoto.

## Type
- holotype: "male. 16–18.IV.1970. leg. T. Saigusa"
- instituut: KUM, Fukuoka, Japan
- typelocatie: "Japan, Kyushu, Fukuoka Pref., Fukoka-shi, Kashii"